# 阮文高
文高（1923年11月15日—1995年7月10日），全名阮文高，是越南知名音樂作曲家、畫家、詩人和愛國人士。他是越南國歌《進軍歌》的作者，也是越南新音樂界最具影響力的音樂家之一。他與范維和鄭公山一起被專業人士和音樂愛好者們評價爲20世紀越南現代音樂界最傑出的三位音樂家之一。
他出生於海防市，並在南定省長大，至1995年於河內逝世。

## 早年經歷
文高全名阮文高，1923年11月15日出生於海防市吳權郡瀝齋坊，原籍南定省務本縣連明社安禮村。文高出身公務員家庭，父親是海防水廠的廠長。小時候，文高在博納爾小學（今海防吳權普通中學）學習，後來在聖約瑟夫中學學習，在那裡他開始學習音樂。1938年，15歲時，由於家庭困難，文高在完成第二年的學業后輟學了。他在海防的郵局當電話員，但一個月後辭職了。